# Esakiozephyrus neis
Esakiozephyrus neis is een vlinder uit de familie van de Lycaenidae. De wetenschappelijke naam van de soort werd als Zephyrus neis in 1913 gepubliceerd door Charles Oberthür.